# Panu Rajala
Panu Johannes Rajala, född 27 augusti 1945 i Helsingfors, är en finländsk författare och litteraturvetare.
Rajala tog filosofie doktorsexamen 1988. Han var teaterchef vid MTV Oy 1983–1985 och 1997–2005 professor i teater och drama vid Tammerfors universitet; chefredaktör för kulturtidskriften Hiidenkivi 1997–2002. Hans centrala litteraturvetenskapliga verk är den tredelade biografin över Nobelpristagaren Frans Eemil Sillanpää (utgiven 1983–1993) samt flera analyser av Mika Waltaris författarskap. Han har även sammanställt Tammerfors Arbetarteaters historik i tre band.
Skönlitterärt har Rajala publicerat sig i en rad historiska romaner, bl.a. Senaatin ratsumies (2003), där detaljrika fresker från det tidiga 1900-talets Finland målas upp. Enkeli tulessa (1997) är en berättelse om hans första hustrus död i cancer.
Rajala var 1997–2004 gift med sångerskan Katri Helena Kalaoja.